# 유충환
유충환(1978년 ~ )은 대한민국의 문화방송 기자이다.

## 경력
- 문화방송 37기 공채기자
- 2023.02~ 안형준 사장 비서팀장

## 주요 보도내용
- 게임이 폭력성에 미치는 영향 (MBC 8시 뉴스데스크 - 뉴스플러스)

2011년 2월 13일 MBC 뉴스데스크에서 〈잔인한 게임, 난폭해진 아이들〉에서 서울의 한 PC방을 찾아가 사전 예고도 없이 컴퓨터 전원을 꺼버린 뒤, 갑작스러운 전원 차단에 10대들이 거친 반응을 보이자 “폭력게임의 주인공처럼 난폭하게 변해버렸다”고 보도했다. 이 기사로 인해 많은 논란을 불러 왔으며, 조롱성 기사가 떴다. 그는 "<미디어스>와 <경향신문>은 악플을 과도하게 많이 인용해서 마치 우리가 말도 안 되는 무리수를 둔 것처럼 보도했다. 제목도 악의적"이라며 <미디어스> <경향신문>에 대해 명예훼손에 따른 민사소송을 검토하고, 언론중재위원회에도 제소하겠다고 말했다.
이후에도 이 기사가 SNL 코리아에서 패러디화되거나, 꾸준히 네티즌들 사이에서 회자되고 있다.

## 수상
- 2008년 10월 이 달의 방송기자상
- 2008년 제11회 홍성현 언론상 취재부문 특별상 (태안기름 유출 사고)
- 2009년 한국방송기자연합회 이달의 기자상
- 2010년 한국기자협회 이달의 기자상

## 같이 보기
- PC방 실험 사건